# 圣保罗 (科雷兹省)
圣保罗（法語：Saint-Paul，法語發音：[sɛ̃ pɔl] ⓘ）是法国科雷兹省的一个市镇，位于该省中南部，属于蒂勒区。

## 地理
圣保罗（45°13'9"N, 1°53'43"E）面积14.1 平方千米，位于法国新阿基坦大区科雷兹省，该省份为法国中南部省份，北起上维埃纳省和克勒兹省，西接多爾多涅省，南至洛特省，东临多姆山省和康塔爾省。
与圣保罗接壤的市镇（或旧市镇、城区）包括：尚帕尼亚克-拉普吕讷、埃斯帕尼亚克、居蒙、庞德里涅、圣西尔万、拉加尔德-马克拉图尔。

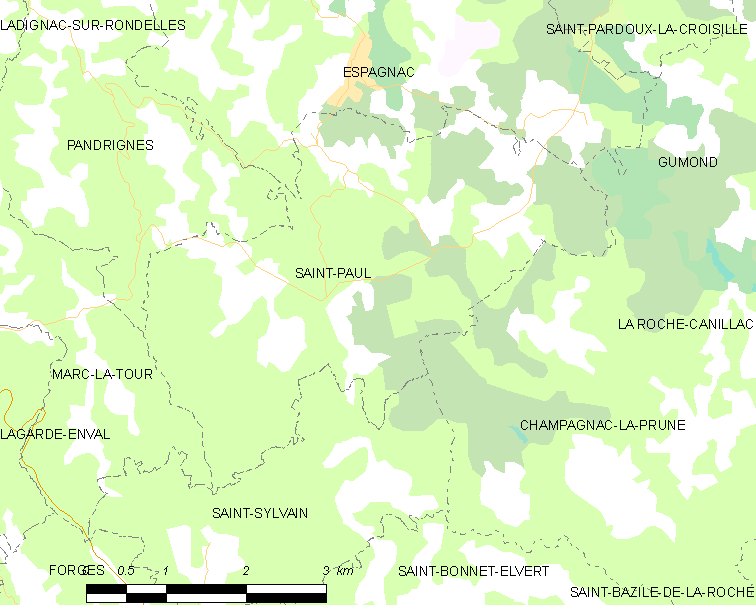
的OSM定位图

圣保罗的时区为UTC+01:00、UTC+02:00（夏令时）。

## 行政
圣保罗的邮政编码为19150，INSEE市镇编码为19235。

## 政治
圣保罗所属的省级选区为圣福蒂纳德县。

## 人口

1962-2008年间人口变化图示

圣保罗于2022年1月1日时的人口数量为237人。